# Hematemese
Dá-se o nome de hematemese/hematémese (português europeu) ou hematêmese (português brasileiro) à saída pela boca de sangue com origem no sistema gastro-intestinal, habitualmente do esófago ou do estômago. É também referido como "vómito de sangue".
Pode ser causado por rotura de varizes esofágicas, ou ulceração com hemorragia do estômago.